# St. Gallus und Ulrich (Kißlegg)

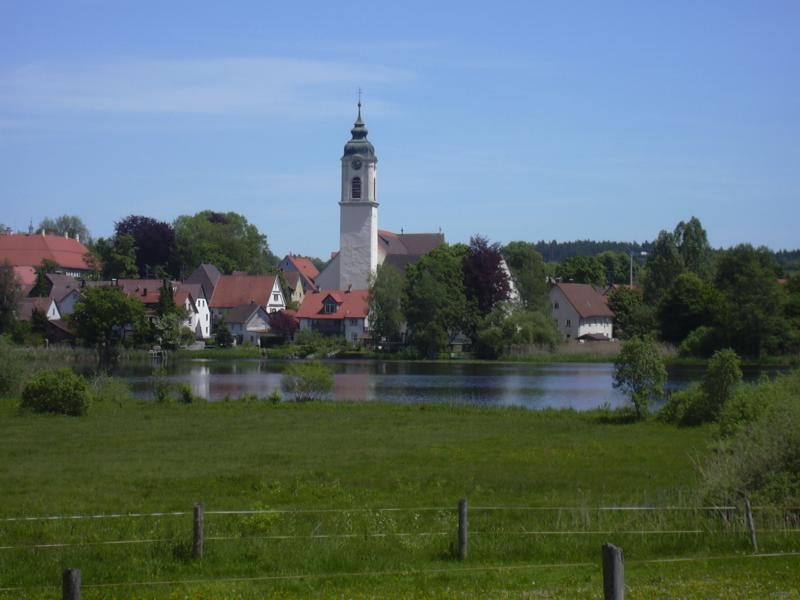
Die Pfarrkirche am Ortsrand am Zeller See

Die Pfarrkirche St. Gallus und Ulrich in Kißlegg im Allgäu ist eine römisch-katholische Barockkirche.

## Geschichte

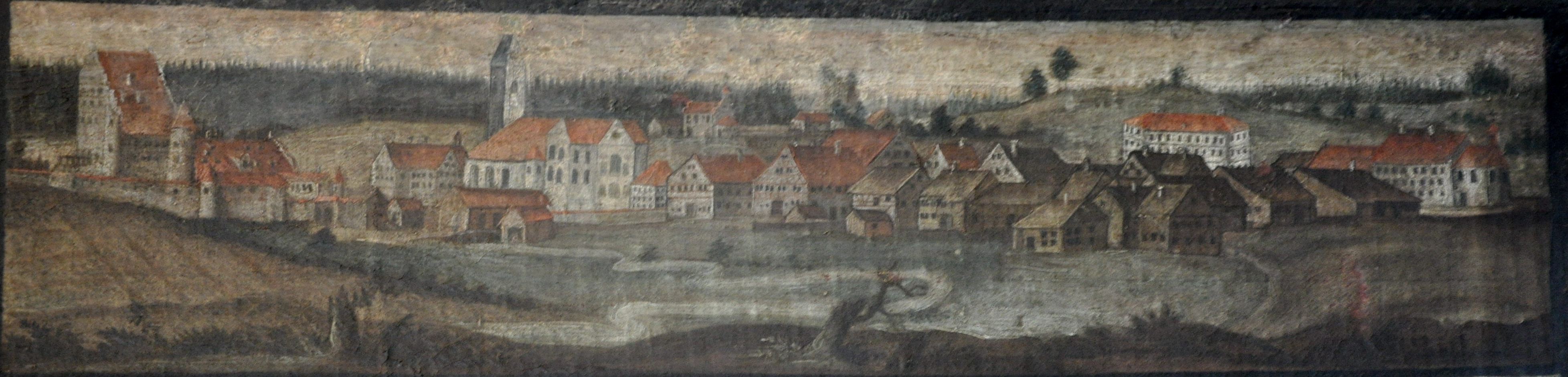
Ort und Pfarrkirche, 1720 vor dem barocken Neubau

Im 8. Jahrhundert gründete der Missionar Ratpot am Ufer des Sees ein Klause. 824 wurde der Ort als Ratpoticella (Klause des Ratpot) schriftlich erwähnt. Im 9. Jahrhundert kam der Ort in Besitz des Klosters St. Gallen. Aufgrund dieser Zugehörigkeit wurde St. Gallus zum Schutzpatron der später gegründeten Pfarrgemeinde. Wann die erste Kirche erbaut wurde, konnte nicht ermittelt werden. Für das 9. Jahrhundert wurde jedoch eine Martinsmesse erwähnt, woraus geschlossen werden kann, dass bereits zu dieser Zeit eine Kirche bestand. Im Unterbau des Turmes finden sich romanische Reste, vermutlich aus dem 12. Jahrhundert.
1548 fiel der gesamte Ort einschließlich des romanischen Kirchenbaus einer Feuersbrunst zum Opfer. Nur der Turm aus dem 13. Jahrhundert hielt stand. Danach wurde eine gotische Kirche neu erbaut. 1734 bis 1738 wurde diese durch den Füssener Baumeister Johann Georg Fischer im barocken Stil umgebaut. Fischer ließ den alten Chor abbrechen und einen neuen Chor mit zwei Emporen für die beiden am Ort herrschenden Fürstenhäuser erbauen. 1736 begannen die Stuckateure unter dem Meister Johann Schütz damit, den Stuck zu schaffen. 1737 begannen Franz Anton Erler und Benedikt Gambs mit der Ausmalung.
1736–1737 fertigte der Schreiner Michael Bertele den Hochaltar. 1738–1741 malte Judas Thaddäus Sichelbein die fünf Altarbilder. Die beiden Seitenaltäre entstanden 1743 in der Werkstatt von Hans Michael Weißenhorn.
Am 9. und 10. Mai 1742 wurde die Kirche durch den Konstanzer Domherrn Johann Ferdinand von Wolfegg geweiht. 1781 erhielt der Turm eine neue Glockenstube, und sein Satteldach wurde durch die geschweifte, für die Barockzeit typische Haube ersetzt. 1795–1796 fand die erste umfassende Renovierung statt.
1841–1847 wurde ein neuer Boden aus Sandsteinplatten eingebaut. Der Betchor für die Klosterfrauen auf der hinteren Empore wurde 1843 abgerissen. 1883–1884 wurde der barocke Hochaltar mit seinem wertvollen Drehtabernakel demontiert und durch einen neogotischen Altar mit Renaissance-Elementen ersetzt. Die Stuckverzierungen wurden mit kräftigen Farben angestrichen, die Wände und Deckenfresken mit sattfarbigen Tapeten und Übermalungen versehen. Bei den Renovierungen 1899–1900 und 1936–1938 wurde der barocke Originalzustand weitgehend wiederhergestellt. Unter Verwendung der Reste des alten Barockaltars wurde ein neobarocker Hochaltar geschaffen. 1974–1975 erfolgte eine Außenrenovierung mit Drainage, Putz und Anstrich. Die schadhaften Fenster wurden ersetzt. Die zugemauerten Nischen am Ostgiebel wurden geöffnet und mit neu geschaffenen Statuen von Maria und Johannes dem Täufer bestückt.
1977–1978 wurden die Fresken von oben her isoliert und gereinigt, sodass die Farben kräftiger leuchten. Der Boden wurde entsprechend der alten Dokumente durch einen Ziegelboden ersetzt. Ferner wurden die Stationen des Kreuzweg von 1735 sowie die Seitenaltäre und die Kanzel restauriert. Der Hochaltar wurde farblich dem Gesamtbild angepasst. 1987–1988 schließlich wurden Kirchplatz, Kirchenmauer und Treppen erneuert, die zuvor in einem gefährlich schlechten Zustand waren.
2011 und 2012 wurden das Dach und die Vierungskuppel saniert.

## Architektur

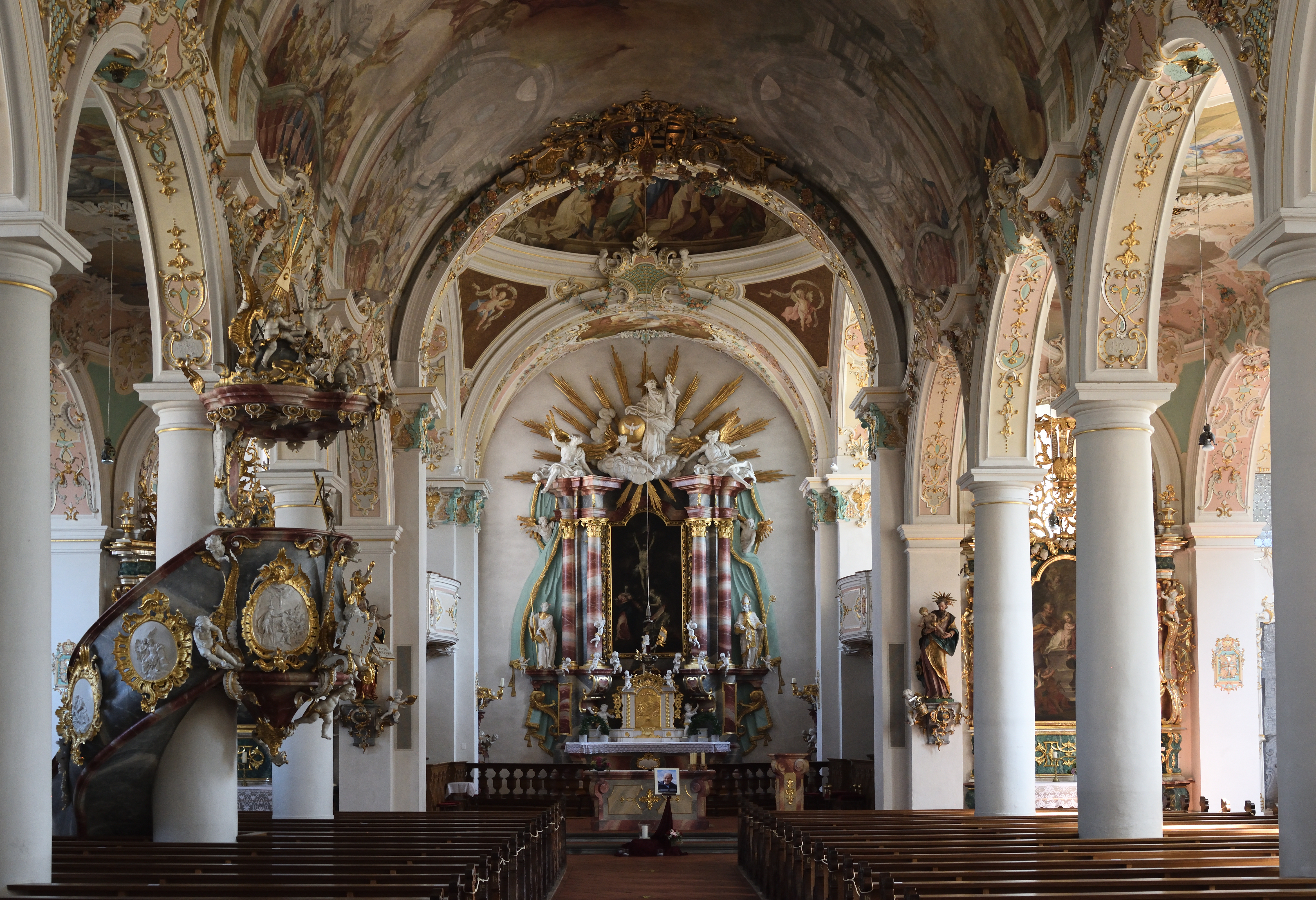
Innenraum

Es handelt sich um einen dreischiffigen Bau mit dem Charakter einer Basilika. Beiderseits am Langhaus sind zwei halbrunde Seitenkapellen angesetzt. Große Rundbogenfenster bringen Licht ins Langhaus und in den Chor. Dem barocken Zeitgeschmack entsprechend dominieren Rundbögen den Raum. Ein Tonnengewölbe bildet die Decke des Mittelschiffs. Beiderseits des Chors im Osten befindet sich rechts und links eine Sakristei. Oberhalb der beiden Sakristeiräume befinden sich die beiden Emporen für die Fürstenhäuser. Überdeckt wird der Chor von einer fast 8 m weiten Flachkuppel.
Der 49,5 m hohe Turm schließt sich mittig an die Westfassade an. Er nimmt somit den Platz ein, wo sich an Kirchengebäuden meist das Hauptportal befindet. Die beiden Haupteingänge finden beiderseits im westlichen Teil des Langhauses Platz.
Die Innenmaße betragen:
- Gesamtlänge ohne Turm: 45,2 m
- Breite des Langhauses: 17,2 m
- Höhe der Chorkuppel: 14,9 m
- Höhe des Tonnengewölbes: 11,7 m
- Höhe der Seitenschiffe: 8,5 m

## Innenausstattung

### Stuck
Der Stuck wurde in der Werkstatt von Johann Schütz, einem Schüler von Domenikus Zimmermann, gefertigt. In Weiß, Ocker, Grau, zweierlei Rottönen und Türkis gefasst, ist er neben den Fresken prägend für den Gesamteindruck des Innenraums. Er ist reich vergoldet, zudem stellenweise versilbert, was als Besonderheit gilt. Bestandteile der reichen Ornamentik sind unter anderem ausgeziertes Bandelwerk, teils frei hängende Rosengirlanden, stilisierte Lilien, unterschiedliche Blumengittergewebe in den Flächen sowie Blattranken und Rocaillen an den Übergängen zur Deckenmalerei. Besonders reich verziert ist das Ehewappen von Ferdinand Ludwig von Waldburg-Wolfegg und seiner Frau Maria-Anna im Chorbogen.

### Bildwerke

#### Tonnengewölbe im Langhaus

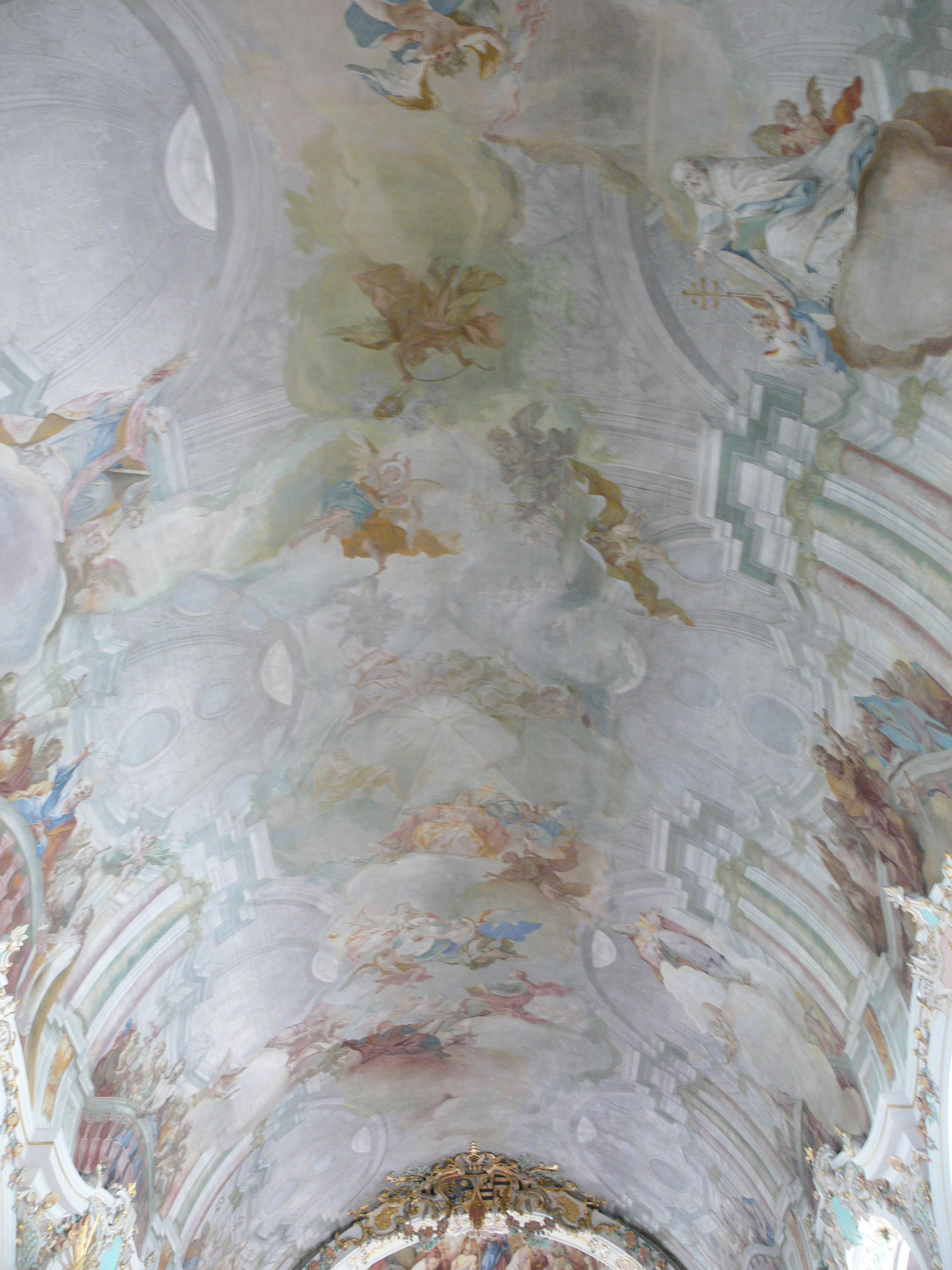
Tonnengewölbe

Franz Anton Erlers Deckenfresko im Langhaus hat eine Fläche von 351 m2. Sein Thema ist die Verherrlichung Gottes. Die Kulisse für die Figuren im Bild bietet eine perspektivische Trompe-l’œil-Malerei, die die tatsächlich vorhandenen Säulen und Bögen fast unmerklich nach oben fortsetzt und den Raum höher erscheinen lässt. Die gemalten Kuppeln sind nach oben farblich aufgehellt und scheinen Licht vom Himmel einzufangen, obwohl sich dort in Wirklichkeit der dunkelste Teil des Gewölbes befindet. Im höchsten Abschnitt des Gewölbes befinden sich Gott und seine Kirche als Mittlerin zwischen ihm und den Menschen. Im hinteren Viertel steht ihnen die Verkörperung des Bösen entgegen. In den Seitenbereichen befinden sich Gruppen von Figuren auf Balustraden, die durch dreiteilige Säulengruppen voneinander abgesetzt sind. An vier Stellen wallen Wolken in Kaskaden nach unten und schaffen so eine Verbindung zwischen Himmel und Erde.
Der dreifaltige Gott im Zentrum der Bildkomposition ist umgeben von Engeln. Neben ihm thront die allegorische Gestalt der Kirche, gekrönt mit einer Tiara. Weiter vorn entrollen Engel einen Schuldschein, auf dem eine große Zahl von Sünden verzeichnet sind. Das Lamm Gottes vergießt sein Blut von oben über den Schuldschein. Der Engel der Barmherzigkeit vertilgt mit einem blutigen Schwamm die Sünden. Naben ihm stehen der Engel der Gerechtigkeit mit einer Waage und der Engel des Sieges mit einem Palmzweig. Zwischen der Kirche und dieser Gruppe von Engeln schwebt Johannes der Täufer auf einer Wolke. Am chorseitigen Ende sind lesend, lehrend und auf Schriften verweisend die vier Evangelisten zu sehen. An den Seiten des Gewölbes sind an diesem bevorzugten Platz die Kirchenväter Augustinus, Hieronymus, Gregor und Ambrosius gemalt.
Im hinteren Teil des Deckengemäldes ist die Verwerfung der Häretiker in Szene gesetzt. Mit einem Flammenschwert stößt ein Engel sie in den Abgrund. Samt ihren Schriften und den Schuhen, die sie bei ihrem rasanten Sturz verlieren, stürzen sie hinab. Auf den Balustraden an den Seiten sind verschiedene Gruppen von Heiligen dargestellt: Links vorne eine Ansammlung von Bischöfen und Äbten, ihnen gegenüber heilige Frauen, weiter nach hinten Märtyrer, die Apostel, Personen aus dem Stamm Davids, Mönche, Ordensstifterinnen und Ordensstifter.

#### Altäre

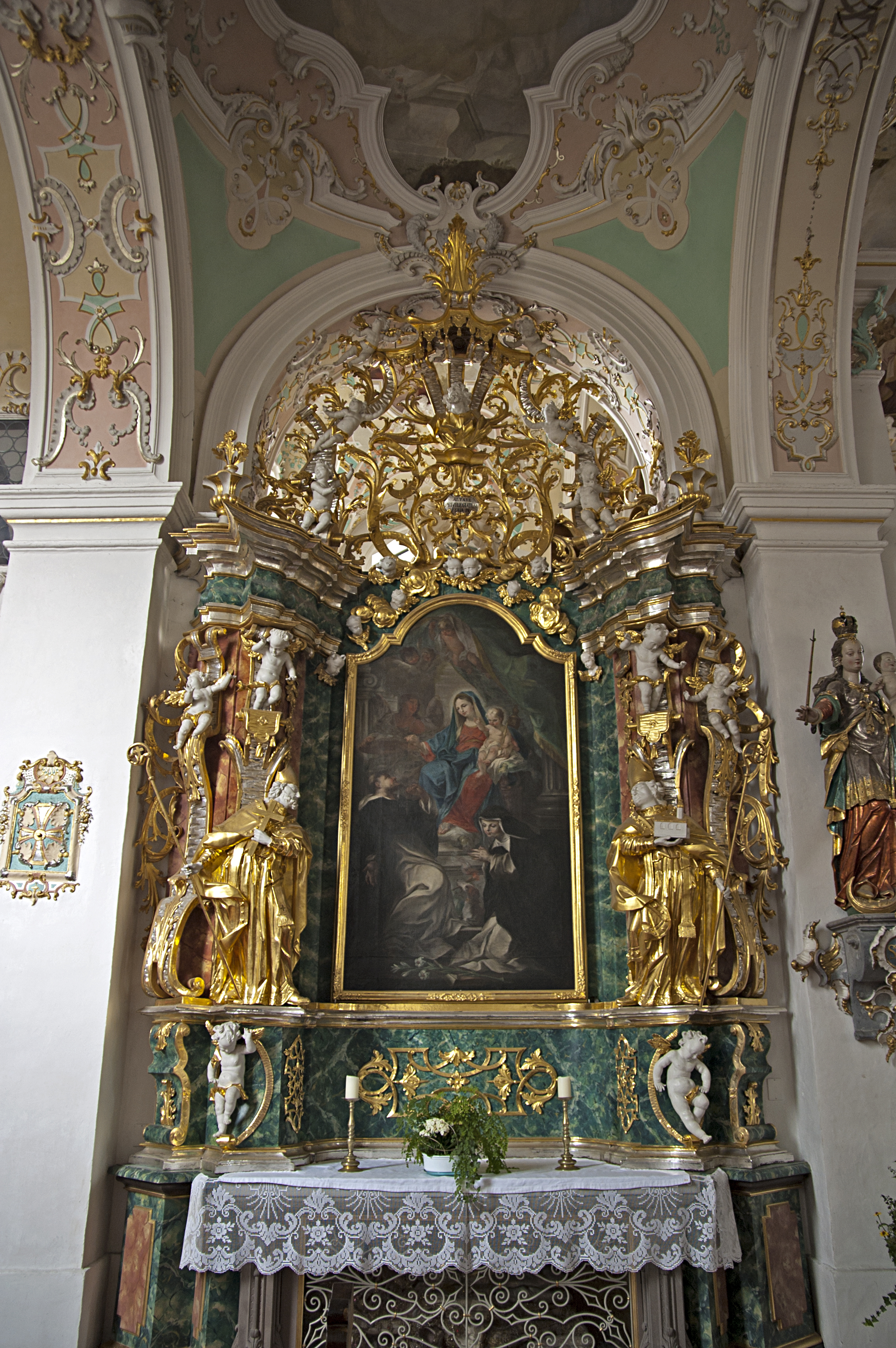
Rechter Seitenaltar

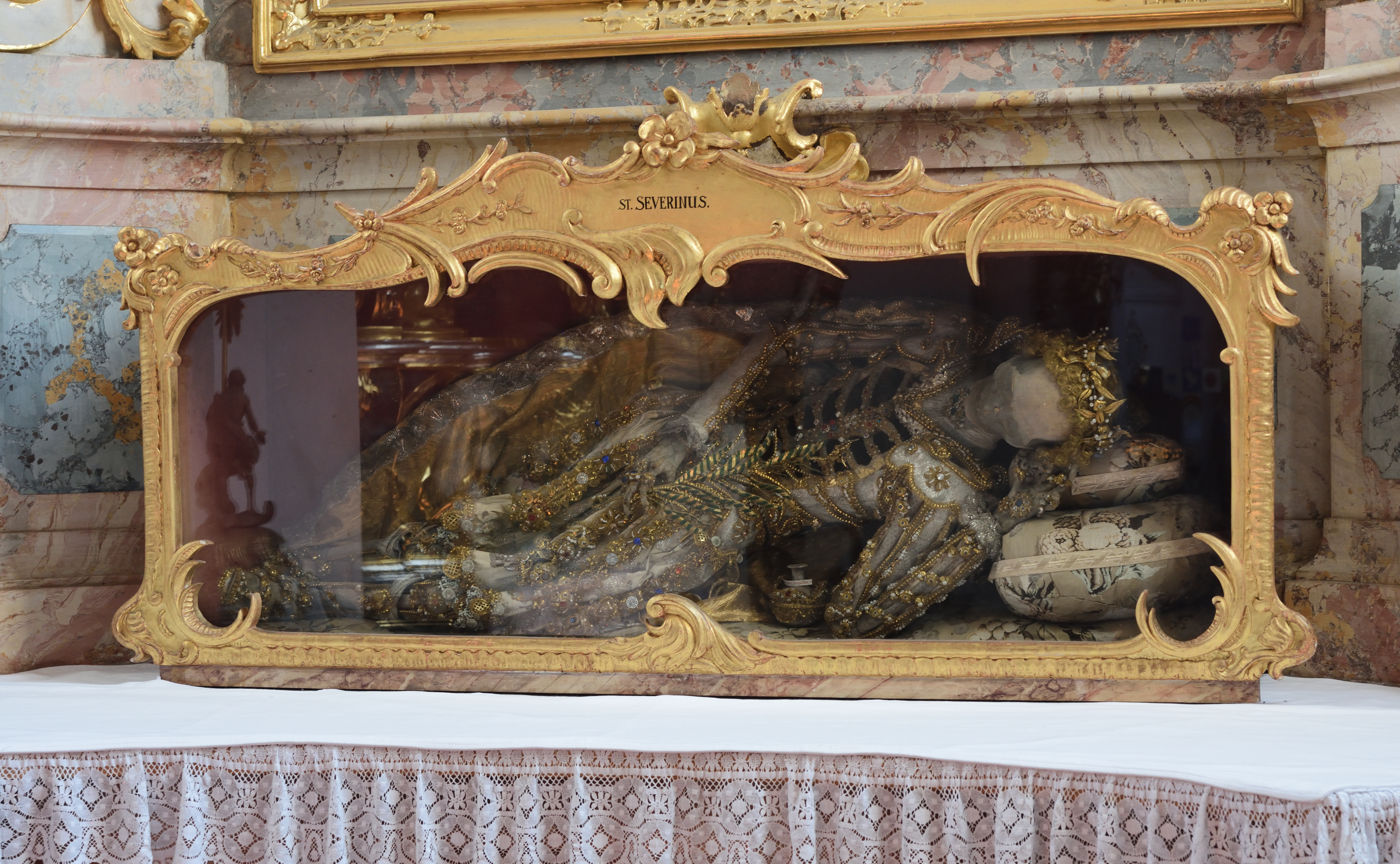
Sarkophag auf dem Altartisch der rechten Seitenkapelle

Der Hochaltar von 1735 wurde 1880 stark demontiert und verändert. Seine jetzige Form verdankt er den Restaurationen von 1936 und 1980. Das Altarbild, 1738 gemalt von Judas Thaddäus Sichelbein, zeigt eine Kreuzigungsgruppe mit Jesus, Maria und Maria Magdalena. Seitlich der Altarsäulen stehen Statuen der Kirchenpatrone Gallus und Ulrich, um 1740 geschaffen von Ignaz Hildebrandt. Die auf einer Wolke thronende Figur Gottes des Weltenschöpfers ist eine Arbeit des örtlichen Bildhauers Joseph Schilt von 1937.
Der ursprüngliche Tabernakel von 1738 ging bei der Umgestaltung 1890 verloren. Bei der Renovierung von 1980 wurde ein barockes Altarteil gekauft und als Tabernakel in den Altar eingefügt. Seine Türen mit dem vergoldeten Holzrelief wurde 1980 von Hermann Kleimeier geschnitzt. Es zeigt den Propheten Elija, der vor dem aufgebrachten Volk in die Wüste geflohen ist und dort von einem Engel mit Brot und Wasser versorgt wird. In Nischen beiderseits des Hochaltars stehen überlebensgroße Holzskulpturen von Petrus und Maria Magdalena. Sie wurden 1745 in der Werkstatt von Johann Wilhelm Hegenauer fertiggestellt.
Das von Judas Thaddäus Sichelbein gemalte Altarbild im linken Seitenaltar zeigt eine Szene mit Dominikus und Katharina von Siena. Die Skulpturen stellen Magnus von Füssen und den fränkischen Bischof Otmar dar. Das Altarbild im rechten Seitenaltar, ebenfalls von Sichelbein, zeigt die Heilige Familie. Die Altäre in den beiden Seitenkapellen bestehen aus Stuckmarmor. Johann Schütz fertigte sie 1738. Das Altarbild in der linken Seitenkapelle zeigt Christus am Ölberg, darüber die Theresia von Ávila. Es wurde ebenfalls von Sichelbein gemalt. In der rechten Seitenkapelle zeigt das Altarbild einen jungen Mann, dem ein Engel dabei hilft, der Versuchung zu widerstehen.
1744 wurden aus den Katakomben von Rom die vermuteten Überreste der Märtyrer Clemens, Amatus, Severinus und Constantia nach Kißlegg überführt. Sie wurden 1936 in verglasten Sarkophagen beigesetzt.

#### Weitere Bilder und Skulpturen

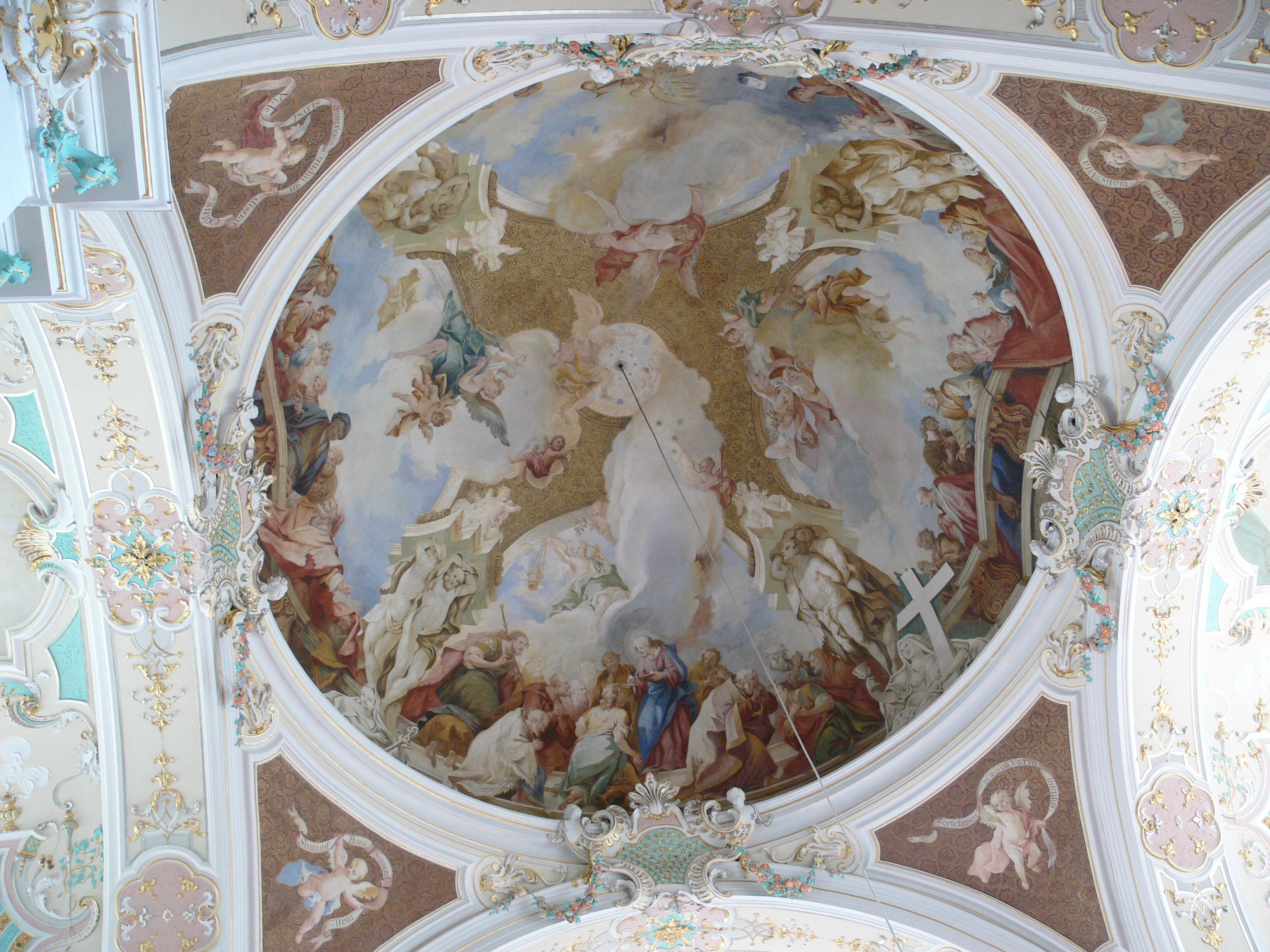
Deckengemälde in der Chorkuppel

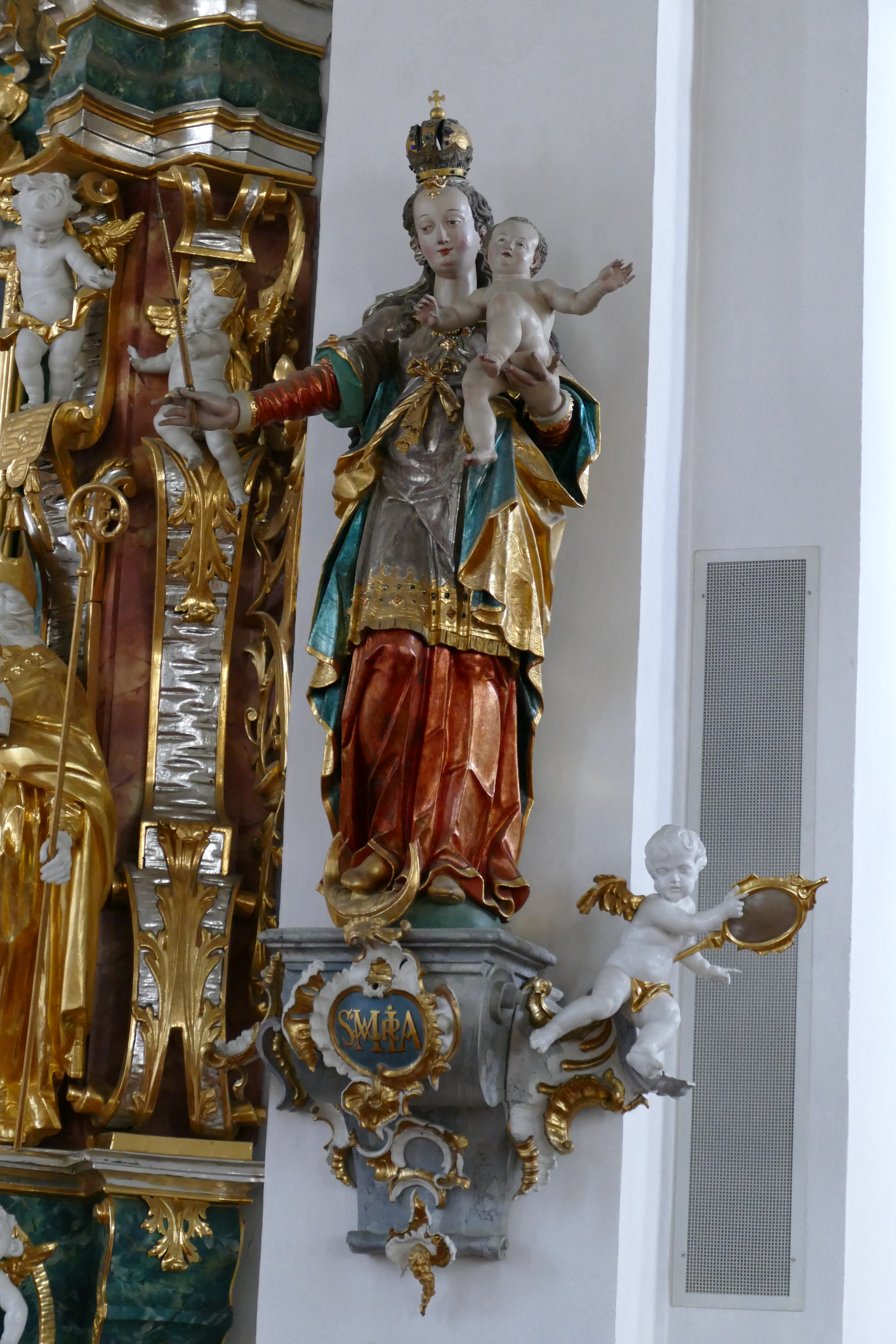
Die Hans Zürn zugeschriebene Madonnenstatue

Im Deckenfresko über dem Hochaltar ist die Geburt Christi mit der Anbetung der Hirten dargestellt. In der Flachkuppel des Chors gibt sich Christus in der Kommunion den Aposteln zur Speise. Am unteren Rand sind die Allegorien von Glaube, Hoffnung und Liebe dargestellt sowie die Unschuld mit einem Einhorn. In den Zwickeln halten Engel Bänder mit Texten aus der Hymne Tantum ergo. Links über den Oratorien ist die Himmelfahrt Christi und rechts die Herabkunft des Heiligen Geistes zu sehen.
In beiden Seitenschiffen sind je sechs Fresken aus den Leben von Maria und Josef aufgereiht, von der Verlobung Marias und Josefs bis zu Mariä Aufnahme in den Himmel. Am linken Pfeiler des Chorbogens steht eine frühbarocke Marienstatue, die Hans Zürn dem Älteren zugeschrieben wird. Ihr gegenüber steht eine Rokoko-Statue Josefs, geschaffen 1750–1755 von Wilhelm Hegenauer. An den Seitenwänden des Schiffs hing seit 1888–1890 ein Kreuzweg im nazarenischen Stil. Nachdem auf dem Speicher der Kirche die Stationen eines Kreuzweges von 1735 entdeckt wurde, wurden diese 1977–1978 restauriert und hängen seitdem anstelle der nazarenischen Exemplare.
Das Chorgestühl unter den beiden Emporen, 1740 von Michael Rieder, Johann Jehle und Franz Martin geschaffen, ist mit Intarsienmalereien und 31 Putten verziert. In den Seitenkapellen, auf den vorderen Emporen und an der Außenwand befinden sich Herrschaftsgrabmäler und Epitaphien aus dem 15. und 16. Jahrhundert.

### Predigtkanzel

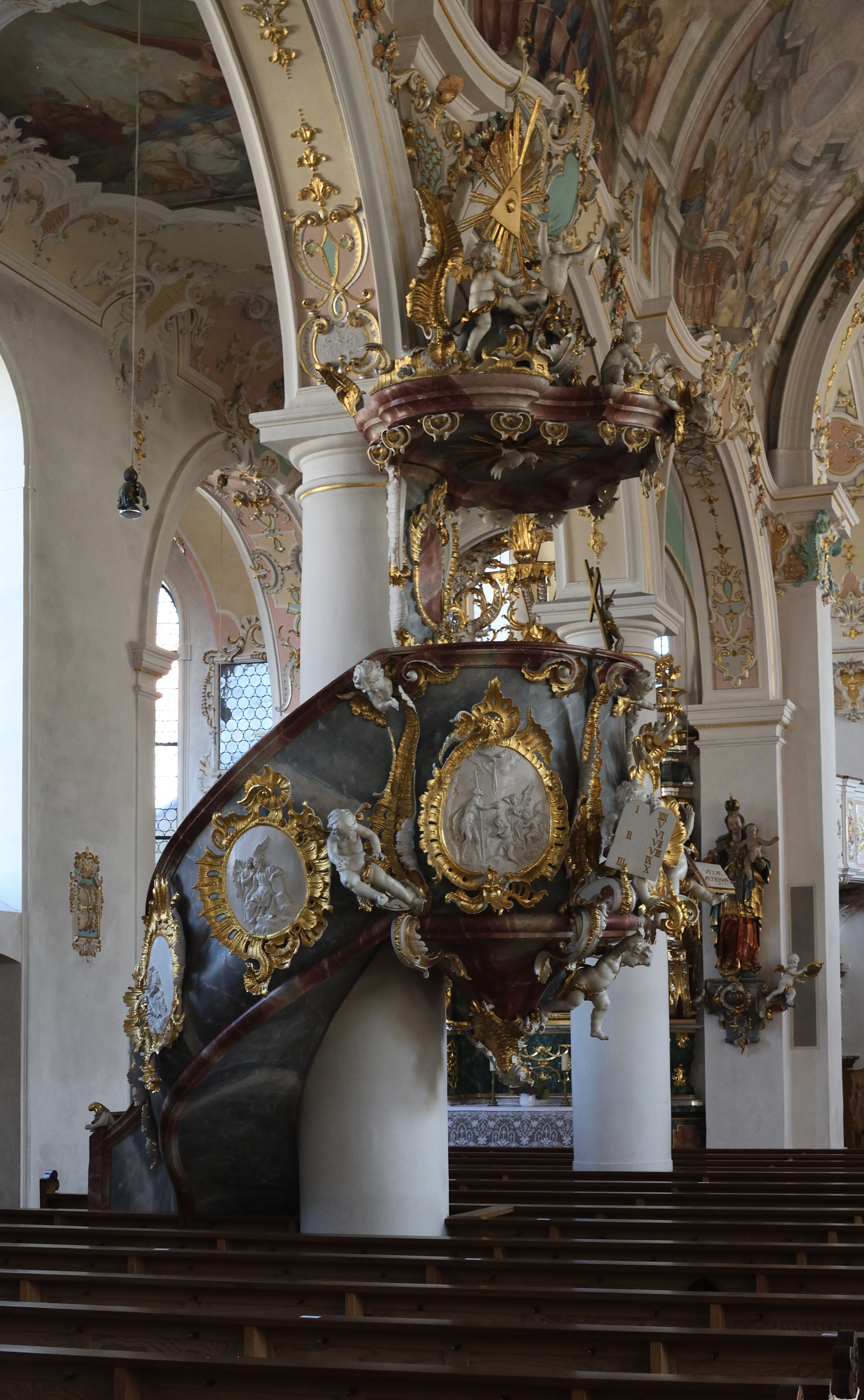
Predigtkanzel

Johann Wilhelm Hegenauer schuf die Rokoko-Kanzel von 1745. Medaillons der vier Evangelisten verzieren die Treppenbrüstung. Die drei Reliefmedaillons am Kanzelkorb zeigen Szenen aus dem Leben Johannes des Täufers. Ein Putto am Kanzelkorb verweist auf die Zehn Gebote, ein anderer darauf, dass hier verba vitae aeternae, Worte des ewigen Lebens, verkündet würden. Ein Putto mit Kreuz verweist darauf, dass Worte des gekreuzigten Jesus verkündet werden, ein weiterer mit Augenbinde darauf, dass ein Mensch, der Gottes Wort nicht hört, einem Blinden gleiche.

### Silberschatz
Der aufgrund seiner Reichhaltigkeit und handwerklichen Qualität weithin einzigartige Silberschatz besteht aus 21 Teilen. Zur Sicherheit ist er seit 1978 in Panzerglasvitrinen auf einer der Emporen untergebracht und kann nur bei Kirchenführungen während der Sommermonate besichtigt werden. Er besteht aus einem Kreuz, Statuetten des Aloisius Gonzaga und Johannes Nepomuk auf Sockelreliquiarien, zwei Halbfiguren von Jesus und Maria sowie Figuren der zwölf Apostel und der vier Kirchenväter Augustinus, Hieronymus, Gregor und Ambrosius. Der 1732–1775 tätige Pfarrer Franz Joseph Lohr erwarb die Stücke und vermachte sie testamentarisch der Kirchengemeinde.

### Orgel
Die dreimanualige Orgel wurde 1965 von der Orgelbaufirma Karl in Aichstetten gefertigt. Sie ist die vierte in einer Reihe von Orgeln, die seit 1736 in der Kirche erklangen. Sie besitzt 41 Register und 2884 Pfeifen.

## Glocken
Gegen Ende des Ersten Weltkrieges mussten drei der fünf Glocken abgeliefert werden. Eine davon kam wieder zurück, zwei wurden 1930 nachgegossen. Auch diese beiden wurden jedoch im Zweiten Weltkrieg beschlagnahmt. 1953 folgte erneut ein Nachguss. Das Geläut besteht nun aus:
1. c’: Guss 1953 bei Perner in Passau. Ø 155 cm, 2200 kg.
Inschrift: Heilige Kirchenpatrone Gallus und Ulrich, bittet für uns
Bilder: Gallus und Ulrich
2. es’: Guss 1550. Ø 131 cm, 1400 kg.
Inschrift: Jesus Maria. Christus vincit, Christus regnat, Christus imperat, Christus ab omni malo nos defendat.[25]
Bilder: Jesus mit Samariterin, Kreuz, Kreuzigungsgruppe
3. f’: Guss 1550. Ø 116 cm, 900 kg.
Inschrift: Mentem sanctem[26] spontaneam honorem Deo et patrie[26] liberationem.[27]
Bilder: wie es-Glocke.
4. g’: Guss 1953 bei Perner. Ø 103 cm, 640 kg.
Inschrift: Mutter der Schmerzen, bitte für unsere Gefallenen und alle Toten.
Bild: Mutter der Schmerzen.
5. b’, Sterbeglocke:[24] Guss 1756 durch Johann Leonhard Rosenlecher[28] in Konstanz.
Inschriften: Oben Gloria deo in sanctis et campanis,[29]. Mitte EL ABORAVIT ME DEO ROSENLECHLER;[30] aus hervorgehobenen Buchstaben ergibt sich die römische Jahreszahl MDCLLLVI. Unten: Jesus autem transiens per medium illorum ibat.[31]
Bilder: Die vier Märtyrer Clemens, Amatus, Severinus und Constantia mit Bildunterschriften sowie ein Wappen der Grafen von Waldburg-Trauchburg.